# صناعة النبيذ

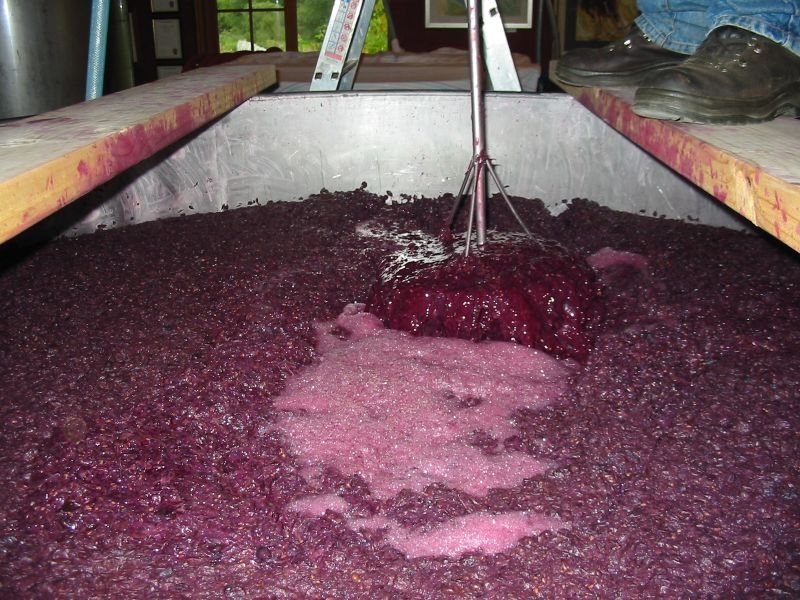
مرحلة من مراحل صنع النبيذ

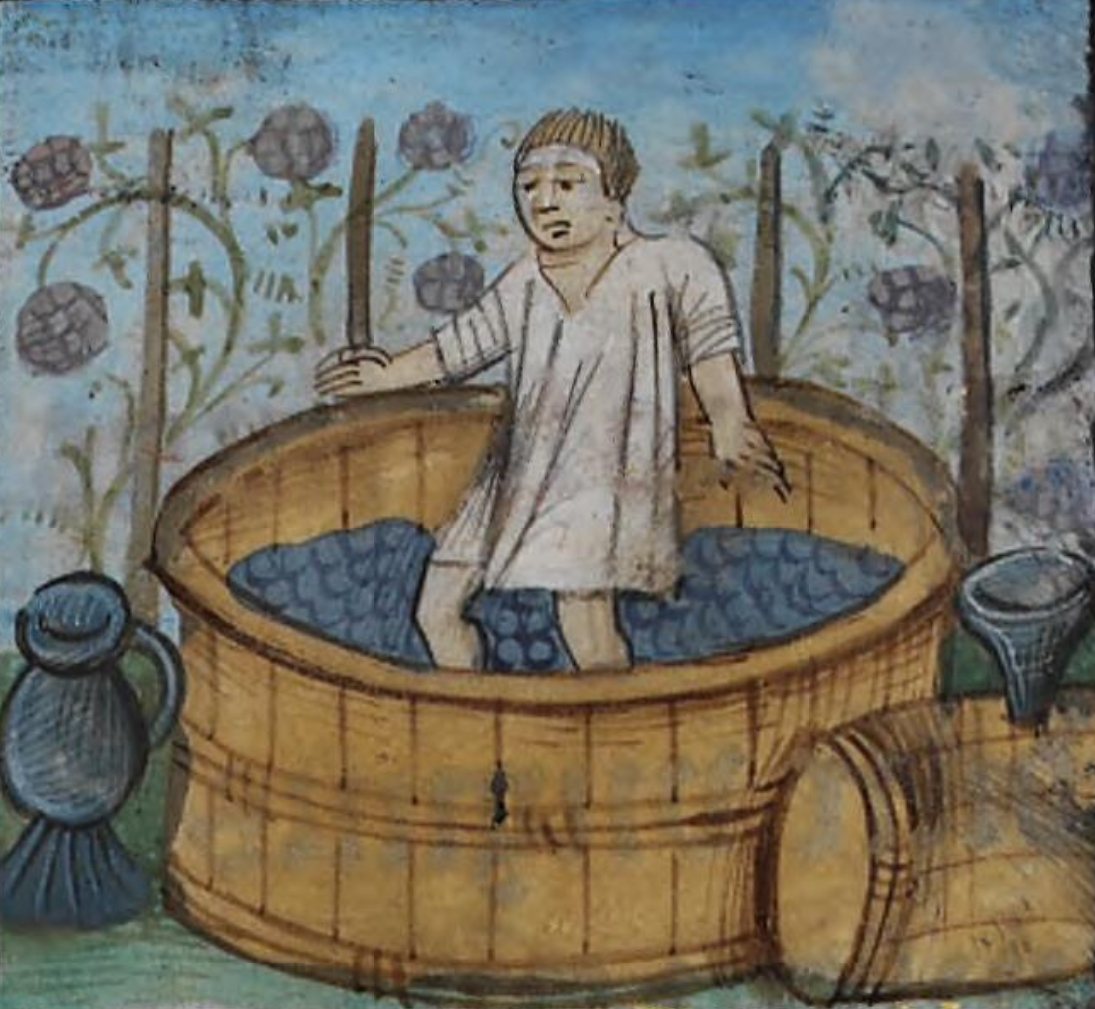
الطريقة القديمة لسحق حبات العنب بأن يداس عليها وهي المذكورة في الشعر العربي القديم ومازالت مستخدمة حتى الآن في سوريا في جبال الساحل السوري

عملية صناعة النبيذ أو نباذة أو التنبيذ هي عملية تحويل عصير العنب غير المختمر إلى نبيذ. ورغم ان العنب هو العنصر الأساسي في صناعة النبيذ، وقد يتم صنع النبيذ من فواكه أخرى أيضا.